# جعدة خوخية
الجعدة الخوخية (باللاتينية: Teucrium pruinosum) نوع نباتي يتبع جنس الجعدة من الفصيلة الشفوية.

## البيئة والانتشار
موطنه بلاد الشام وتركيا.